# Glow (singel Elli Henderson)
Glow – drugi singel brytyjskiej piosenkarki Elli Henderson z jej debiutanckiego albumu studyjnego Chapter One, wydany 5 października 2014 roku w Wielkiej Brytanii. Twórcami tekstu są Camille Purcell oraz Steve Mac, który jest również producentem utworu.

## Format wydania
Digital download – Single
1. "Glow"  – 3:48

Digital download – Remixes
1. "Glow" (Full Intention Remix) – 5:31
2. "Glow" (Seamus Haji Remix) – 3:22

## Pozycje na listach
| Lista                   | Najwyższa pozycja |
| ----------------------- | ----------------- |
| Australia (ARIA Charts) | 49                |
| Irlandia (IRMA)         | 17                |
| Nowa Zelandia (RMNZ)    | 26                |
| Szkocja (OCC)           | 3                 |
| Wielka Brytania (OCC)   | 7                 |